# St. James (Missouri)
St. James – miasto w Stanach Zjednoczonych, w stanie Missouri, w hrabstwie Phelps.